# Euphrasia exaristata
Euphrasia exaristata är en snyltrotsväxtart som beskrevs av Smejkal. Euphrasia exaristata ingår i släktet ögontröster, och familjen snyltrotsväxter. Inga underarter finns listade i Catalogue of Life.